# Pierre-Joseph Destrebecq
Pierre-Joseph Destrebecq (ur. 18 czerwca 1881 – zm. 7 grudnia 1945) – belgijski piłkarz grający na pozycji napastnika. Był reprezentantem Belgii.

## Kariera klubowa
Swoją karierę piłkarską Destrebecq rozpoczął w klubie Royale Union Saint-Gilloise, w którym zadebiutował w 1901 roku. W sezonach 1903/1904, 1904/1905 i 1905/1906 wywalczył z nim trzy tytuły mistrza Belgii. W latach 1906–1908 był zawodnikiem klubu Racing Club de Bruxelles. W sezonie 1906/1907 został z nim wicemistrzem, a w sezonie 1907/1908 mistrzem Belgii. W sezonie 1910/1911 występował w SC Anderlechtois.

## Kariera reprezentacyjna
W reprezentacji Belgii Destrebecq zadebiutował 1 maja 1904 w zremisowanym 3:3 meczu Évence Coppée Trophy z Francją, rozegranym w Uccle i w debiucie strzelił gola. Od 1904 do 1906 rozegrał w kadrze narodowej 7 meczów i strzelił 5 goli.